# ۵۰ (پیش از میلاد)
۵۰ (پیش از میلاد) ۵۰مین سال قبل از تقویم میلادی است.